# Siderià
El Siderià és el primer període geològic del Paleoproterozoic i que s'estengué entre fa 2.500 milions d'anys i fa 2.300 milions d'anys. A diferència del que es fa amb períodes geològics més recents, que es daten estratigràficament, aquestes dates es defineixen cronològicament.
El nom deriva de l'ètim grec síderos ('ferro').
L'abundància de formacions de ferro bandat assolí el seu punt màxim a principis d'aquest període. Es creaven a mesura que les algues produïen oxigen com a residu, que es combinava amb ferro per a formar magnetita (Fe₃O₄, un òxid ferrós). Aquest procés va eliminar el ferro dels oceans, i aquests, abans verdosos, esdevingueren clars. Amb el pas del temps, aquest procés formà l'atmosfera rica en oxigen que la Terra té actualment. La catàstrofe de l'oxigen provocà un canvi en la vida del planeta.
La glaciació huroniana s'inicià a principis del Siderià (2.500 Ma) i s'acabà a finals del Riacià (2.050 Ma).